# Azzio

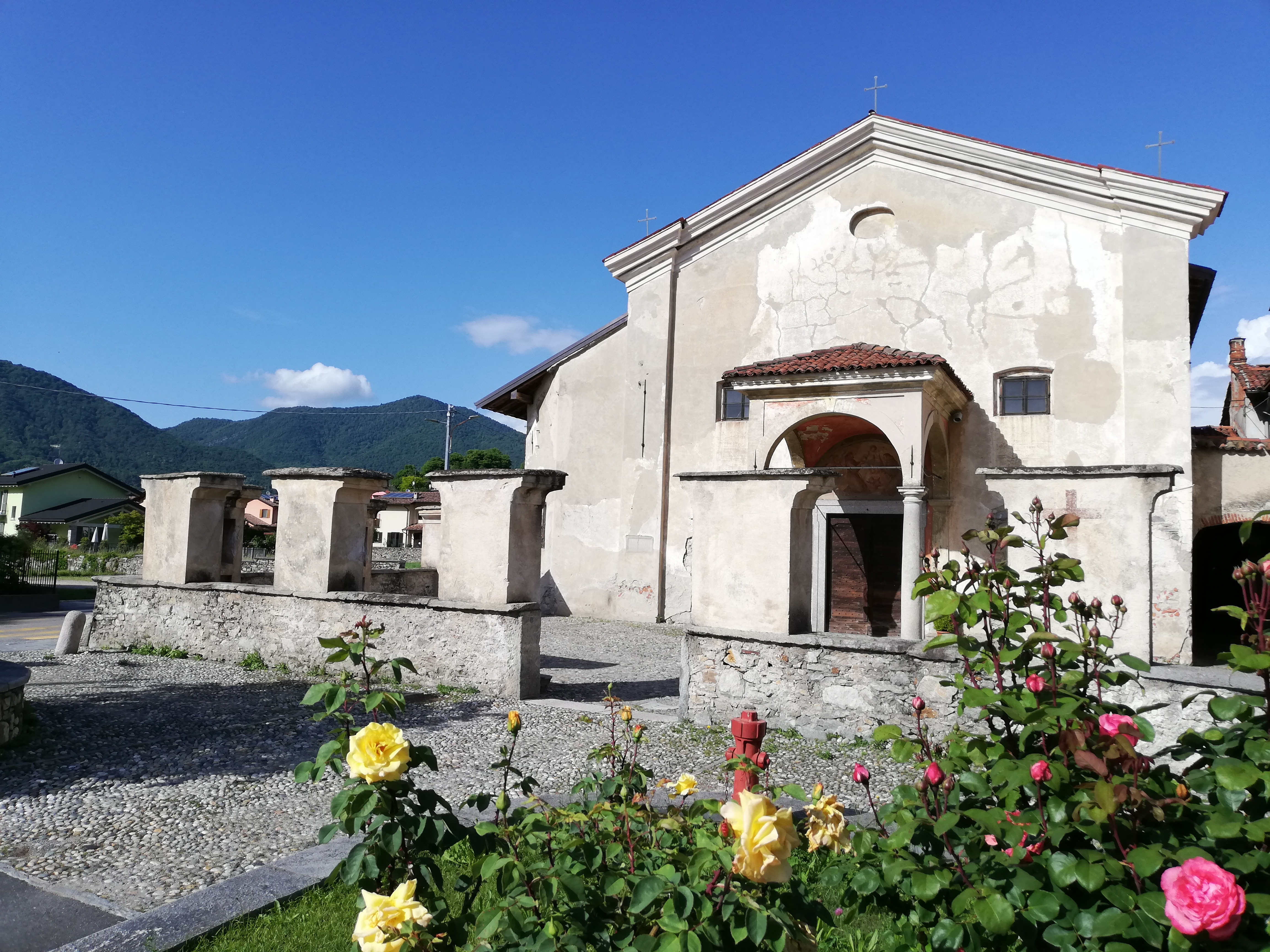
Kirche Sant’Antonio da Padova

Azzio ist eine italienische Gemeinde (comune) in der Provinz Varese in der Region Lombardei. 

## Geographie
Die Gemeinde liegt etwa zwölf Kilometer nordwestlich von Varese am Rand des Campo dei Fiori und bedeckt eine Fläche von 2,25 km². Azio gehört zur Comunità montana Valli del Verbano. Die Gemeinde wird nördlich durch den Gießbach Boesio begrenzt. Die Nachbargemeinden sind Brenta, Casalzuigno, Cocquio-Trevisago, Cuvio, Gemonio und Orino.

## Geschichte
Azzio, eine Ortschaft der Pieve Cuvio, die in den Statuten der Straßen und Gewässer des Contado di Milano als Azo bezeichnet wird, gehörte zu den Gemeinden, die zur Instandhaltung der Bollate-Straße beitrugen (1346). Mit einer Anweisung des Notars Giacomo Perego vom 16. Mai 1450 wurde das Gebiet von Val Cuvia von Herzog Francesco I. Sforza an seinen Ratsherrn Pietro Cotta als Lehen vergeben. Das Lehen ging 1727 an den Grafen Giulio Visconti Borromeo Arese über, wobei der Verkäufer, der Jurist Pietro Cotta, das Recht hatte, die Lehnsrechte, d. h. die gepolsterte Gebühr, auf Lebenszeit einzuziehen.
In den Registern des Estimo (Grundbuch) des Herzogtums Mailand von 1558 und den nachfolgenden Aktualisierungen im 17. Jahrhundert war Azzio unter den Gemeinden, die in derselben Pieve erfasst wurden. Im Jahr 1751 wurde die Gemeinde an den verstorbenen Grafen Giulio Visconti Borromeo Arese belehnt, der dafür nach altem Brauch 104 Lire an Lehnsabgaben, d. h. Polsterzoll, erhielt. Die Justiz wurde vom Podestà von Cuvio ausgeübt, dem jährlich neun Lire gezahlt wurden. Der Konsul der Gemeinde leistete keinen Eid auf eine Strafbank, sondern nahm die Beschwerden beim königlichen Amt in Varese oder beim feudalen Amt in Cuvio entgegen.
Die Gemeinde hatte weder einen allgemeinen noch einen besonderen Rat, sondern einen Bürgermeister und einen Konsul, der die Familienoberhäupter im Bedarfsfall durch vorherige Ankündigung auf dem öffentlichen Platz an einem Feiertag zusammenrief. Das einzige öffentliche Eigentum war ein Stück Land von 590 Parzellen, das als Viehweide genutzt wurde und aus dem keine Einnahmen erzielt wurden. Der Kanzler wohnte in Ortschaft Cocho, eine Meile von Azzio entfernt, und erhielt ein Jahresgehalt von 20 Lire.

## Bevölkerung
| Bevölkerungsentwicklung | Bevölkerungsentwicklung | Bevölkerungsentwicklung | Bevölkerungsentwicklung | Bevölkerungsentwicklung | Bevölkerungsentwicklung | Bevölkerungsentwicklung | Bevölkerungsentwicklung | Bevölkerungsentwicklung | Bevölkerungsentwicklung | Bevölkerungsentwicklung | Bevölkerungsentwicklung | Bevölkerungsentwicklung | Bevölkerungsentwicklung |
| ----------------------- | ----------------------- | ----------------------- | ----------------------- | ----------------------- | ----------------------- | ----------------------- | ----------------------- | ----------------------- | ----------------------- | ----------------------- | ----------------------- | ----------------------- | ----------------------- |
| Jahr                    | 1751                    | 1805                    | 1853                    | 1861                    | 1881                    | 1901                    | 1921                    | 1951                    | 1971                    | 1991                    | 2001                    | 2011                    | 2021                    |
| Einwohner               | 260                     | 328                     | *403                    | *526                    | 502                     | 503                     | 507                     | 445                     | 628                     | 646                     | 701                     | 802                     | 743                     |

- 1809 Fusion mit Gemonio
- 1812 Fusion mit Cuvio
- 1827 Fusion mit Orino

## Unternehmen
- Mascioni Orgelbau; die Firma Fabbrica d’organi Mascioni mit Sitz in Azzio, aber gegründet im Cuvio, ist eine Orgelbauwerkstatt und eine der ältesten Orgelbaufirmen Europas.

## Sehenswürdigkeiten
- Pfarrkirche Beata Vergine Annunciata mit einer Orgel der Orgelwerkstatt Mascioni (1891)
- Kirche Sant’Antonio da Padova erbaut 1608
- Teile des Klosters Santa Maria degli Angeli und der Kirche Santi Antonio da Padova e Eusebio; diese bewahrt Fresken Storie di vita e Santi Francescani des Malers Giovan Battista Ronchelli (Mitte 18. Jahrhundert), eine Holzbüste des Heiligen Eusebius und zwei vergoldete Holzstatuen (die Jungfrau und der Heilige Antonius da Padova) aus dem 17. Jahrhundert.